# Cadafaz (Celorico da Beira)
Cadafaz is een plaats (freguesia) in de Portugese gemeente Celorico da Beira en telt 164 inwoners (2001).